# Willemia granulata
Willemia granulata är en urinsektsart som beskrevs av Fjellberg 1985. Willemia granulata ingår i släktet Willemia och familjen Hypogastruridae. Inga underarter finns listade i Catalogue of Life.